# Коровинська волость
Коровинська волость — адміністративно-територіальна одиниця Роменського повіту Полтавської губернії з центром у селі Коровинці.
Станом на 1885 рік складалася з 75 поселень, 20 сільських громад. Населення — 10511 осіб (5185 чоловічої статі та 5326 — жіночої), 1635 дворових господарств.
|                     | Площа, десятин | У тому числі орної, дес. |
| ------------------- | -------------- | ------------------------ |
| Сільських громад    | 7478           | 6000                     |
| Приватної власності | 9997           | 7936                     |
| Іншої власності     | 99             | 99                       |
| Загалом             | 17574          | 14035                    |

Основні поселення волості:
- Коровинці — колишнє державне та власницьке село при річці Сула за 22 версти від повітового міста, 2370 осіб, 557 дворів, 2 православні церкви, школа, 5 постоялих дворів, 8 постоялих будинків, 34 вітряних млини, 4 маслобійних заводів, 3 лавки, 6 кузень, базари, 4 ярмарки на рік. За версту — цегельний завод. За 7 верст — цегельний завод.
- Вовківці — колишнє державне та власницьке село при річці Сула, 1900 осіб, 308 дворів, православна церква, 3 постоялих будинки, 38 вітряних млинів, 3 маслобійних заводи.
- Рубанка — колишнє власницьке село, 561 особа, 87 дворів, постоялий будинок, 4 вітряних млини.

Старшинами волості були:
- 1900—1906 роках — козак Степан Іванович Шевченко[2],[3],[4];
- 1907 року — Микола Іванович Шевченко[5];
- 1913 року — Микола Олексійович Мома[6];
- 1915—1916 роках — Григорій Іванович Шевченко[7],[8].